# Alan Gowen
Alan Gowen (North Hampstead, 19 augustus 1947 – Londen, 17 mei 1981) was een Brits musicus, die geplaatst moet worden in de toenmalige Canterbury-scene. Gowen was een getalenteerd keyboardspeler en componist.

## Loopbaan
Alan Gowen start in de muziek in de jazz, tegen het einde van de zestiger jaren. De eerste bands hebben weinig sporen achtergelaten, wel leert Gowen zo de eerste musici kennen waarmee hij later nog vaker zal spelen, zoals Phil Miller en Jamie Muir. 
Met de vorming van zijn eigen band Gilgamesh treedt Gowen wat duidelijker naar voren. De eerste line-up van Gilgamesh was geen lang leven beschoren, Gowen ging samen met drummer Mike Travis verder en samen vonden ze Phil Lee en Neil Murray met wie ze verder speelden. In deze formatie hebben ze een aantal malen opgetreden in 1973, ook hebben ze een demo opgenomen. In november 1973 spelen ze twee concerten samen met Hatfield and the North. Voor de concerten schrijft Gowen speciale arrangementen. Dit is de verzamelde musici zeer goed bevallen. Er volgden niet meer concerten in deze samenstelling, maar de vorming van National Health een paar jaar later is hier wel aan te danken. Uit deze tijd stamt ook Gowens vriendschap met de toetsenbord-speler van Hatfield, Dave Stewart.
1974 was een mager jaar voor Gilgamesh. Veel oefenen, maar in het hele jaar maar één optreden. Steve Cook verving Murray op de bas, en in 1975 werd hij weer vervangen door de terugkerende Jeff Clyne. Kort speelde ook Peter Lemer als tweede keyboard-speler mee, dit is te horen op oude BBC opnames uit die tijd.
De vriendschap met Stewart kwam ook naar voren bij het opnemen van het eerste album van Gilgamesh. Stewart was co-producer van de plaat, hij zorgde er ook voor dat Amanda Parsons als zangeres meewerkte. Gowen schreef het leeuwendeel van de muziek op die plaat. Hij bespeelde ook een groot aantal toetsenbord-instrumenten, goed te horen is het vakmanschap waarmee hij al die instrumenten beheerst.
In het midden van 1975 vallen zowel Gilgamesh als Hatfield uit elkaar. Voor Gowen en Stewart het moment om hun idee van een rock-orkest vorm te geven. Zo’n orkest moest in elk geval hen tweeën op de toetsenborden omvatten en daarnaast twee gitaren, een ritme-sectie en meerdere vocalisten. De uiteindelijke bezetting van National Health omvatte zeven leden, wel maar één zangeres, maar toch een droom die uitkwam. Het was helaas geen lang leven beschoren. Onderlinge problemen en vervolgens ook financiële problemen brachten de bezetting terug tot 5 man. Gowen vertrok begin 1977, maar voor de opnames van de debuut-elpee van National Health keerde hij voor een korte tijd terug.
Gowen werkte in 1977 weer met Gilgamesh, in een bezetting van hem met Phil Lee, Neil Murray en Trevor Tomkins. Na de vervanging van Murray door Hugh Hopper werd in 1978 Another Fine Tune You've Got Me Into opgenomen. 
Naast Gilgamesh was Gowen ook bezig met een andere onderneming, Soft Heap. Met Elton Dean, Hugh Hopper en Pip Pyle werd aan een nieuw repertoire gewerkt. De band gaat op tournee in Frankrijk, maar moest dat zonder Pyle doen, die ook nog met National Health bezig was. Pyle werd vervangen door Dave Sheen, de P in de naam van de band werd een D: Soft Head. Tijdens de tournee werd een album opgenomen: Rogue Element. Tijdens de tournee hebben Hopper en Gowen ook opnames gemaakt als duo. Die opnames zouden pas zo’n 20 jaar later boven water komen, op de Bracknell-Bresse/Improvisations cd.
Met Pyle terug in de bezetting wordt later dat jaar nog het album Soft Heap opgenomen. In 1979 vertrekt Dave Stewart uit National Health, Gowen keert terug en volgt hem op. Er wordt nu uitgebreid opgetreden met de band, er wordt door Europa en Amerika rondgetoerd. Tegelijkertijd blijft hij lid van Soft Heap, de bezetting van de twee groepen is voor een groot deel identiek. John Greaves had in Soft Heap de bas al overgenomen
In 1980 gaat National Health definitief uit elkaar. Gowen gaat met Hopper samen de studio in en een duo-album wordt gemaakt met Gowen op de elektrische piano en Hopper op de bas. Ze doen één optreden, versterkt met een drummer, wat tegelijk het laatste openbare optreden van Gowen zou zijn. Bij Gowen werd leukemie gediagnosticeerd, hij zou nog maar een paar maanden te leven hebben. Gowen werpt zich op de muziek en schrijft zijn muzikale testament. Samen met drie van de muzikanten met wie hij het liefste samenwerkte, Phil Miller, Richard Sinclair en Trevor Tomkins, neemt hij de muziek op. Het is dan al voorjaar 1981, Gowen is tijdens de opnames ziek, leed onder de chemotherapie. 
Kort na de opnames, op 17 mei, overlijdt Alan Gowen. Zijn vrouw Celia bleef alleen achter. Postuum wordt het album uitgebracht. Kort na zijn begrafenis ontdekken zijn National Health collega’s in de nalatenschap van Gowen een aantal nog niet eerder uitgebrachte stukken en arrangementen. Ze besluiten om een benefiet-concert te organiseren. 

Op 8 juni 1981 wordt het concert gehouden in de Londense 100 Club. National Health (Phil Miller, Dave Stewart, John Greaves en Pip Pyle) de muziek van Gowen speelt  Daarnaast zijn er die avond nog een aantal jam sessies met onder meer Elton Dean, Hugh Hopper en Nigel Morris.
De muziek van Gowen wordt in oktober door National Health opgenomen (met gastoptredens van Elton Dean, Jimmy Hastings, Richard Sinclair, Amanda Parsons, Barbara Gaskin en Annie Whitehead), het album wordt onder de naam D.S. Al Coda uitgebracht.
Het vroegtijdig overlijden van Gowen op 33-jarige leeftijd heeft gemaakt dat zijn carrière het niveau van veelbelovend eigenlijk niet is overstegen. Zijn introverte karakter zal daar aan bijgedragen hebben, hij was geen musicus die zichzelf in de schijnwerpers zette. De musici met wie hij gespeeld heeft prijzen hem om zijn bijzondere composities, om zijn kwaliteiten als componist maar evenzeer om zijn kwaliteiten als musicus, als fenomeen op de toetsenborden. 

## Bands
Bands waarin Gowen gespeeld heeft:
|           |                               |
| 1970      | White Mule                    |
| 1971-1972 | Assagai                       |
| 1972      | Sunship                       |
| 1972-1975 | Gilgamesh                     |
| 1975-1977 | National Health               |
| 1977-1978 | Gilgamesh                     |
| 1978-1981 | Soft Head / Soft Heap         |
| 1979-1980 | National Health               |
| 1981      | Gowen Miller Sinclair-Tomkins |

## Discografie
|      |                                  |                                                                 |
| 1978 | National Health                  | National Health                                                 |
| 1978 | Gilgamesh                        | Gilgamesh                                                       |
| 1978 | Gilgamesh                        | Another Fine Tune You've Got Me Into                            |
| 1978 | National Health                  | Of Queues And Cures                                             |
| 1978 | Soft Head                        | Rogue Element                                                   |
| 1978 | Soft Heap                        | Soft Heap                                                       |
| 1980 | Hugh Hopper & Alan Gowen         | Two Rainbows Daily                                              |
| 1982 | Gowen, Miller, Sinclair, Tomkins | Before A Word Is Said                                           |
| 1982 | National Health                  | D.S. Al Coda (aan Gowen opgedragen met zijn composities)        |
| 1994 | National Health                  | Missing Pieces(opnames uit 1975/1976)                           |
| 1996 | Hugh Hopper & Alan Gowen         | Bracknell-Bresse / Improvisations cd (opnames uit 1978 en 1980) |
| 2000 | Gilgamesh                        | Arriving Twice (live opnames 1973)                              |
| 2001 | National Health                  | Playtime(live opnames uit 1979)                                 |